# 鍋倉眞一
鍋倉 眞一 (なべくら しんいち、1946年（昭和21年）4月21日 - )は、日本の郵政官僚。

## 人物
宮崎県出身。東京都立戸山高等学校、東京大学法学部第3類（政治コース）卒業。郵政省(現総務省)に入省。
2009年より郵便事業会社取締役社長を務めた後、2012年、郵便事業会社と郵便局会社の統合により発足した日本郵便初代社長に就任する。2013年に退任後、2014年まで同社の顧問を務めた。
現在は情報セキュリティ会社「セフィアソフト」の最高顧問を務める。

## 経歴
- 1970年 - 東京大学法学部第3類卒業
- 1970年 - 郵政省入省
- 1975年 大臣官房文書課審議室主査
- 1975年 余市郵便局長
- 1976年 北海道郵政局郵務部集配課長
- 1977年 〃 人事部管理課長
- 1978年 大臣官房文書課課長補佐
- 1979年 在中華人民共和国日本国大使館書記官
- 1982年 大臣官房文書課課長補佐
- 1984年 四国郵政局人事部長
- 1985年 大臣官房文書課調査官
- 1985年 電気通信局電気通信事業部監理課調査官
- 1986年 郵務局営業課長
- 1988年 郵務局企画課長
- 1989年 貯金局経営企画課長
- 1990年 通信政策局政策課長
- 1992年 通信政策局総務課長
- 1993年 大臣官房財務部主計課長
- 1994年 大臣官房総務課長
- 1997年 - 近畿郵政局長
- 1998年 - 郵政省大臣官房総務審議官
- 2000年 - 郵政省通信政策局長
- 2001年 - 総務省情報通信政策局長
- 2001年 - 総務省総合通信基盤局長
- 2003年 - 総務審議官 (国際担当)
- 2004年 - 内閣官房郵政民営化準備室副室長
- 2006年 - 駐ハンガリー大使
- 2009年 - 郵便事業会社代表取締役社長
- 2012年 - 日本郵便会社代表取締役社長
- 2013年 - 退任